# Poyanáwa
Poyanáwa (Poianáua, Cuía ), pleme američkih Indijanaca s gornjeg tok rijeke Rio Môa, pritoke Jumá u brazilskoj državi Acre. Dans žive na području rezervata Terra Indígena Poyanawa u općini Mâncio Lima. Populacija im iznosi 310 (1995 AMTB). Jezično pripadaju porodici panoan, skupini Yaminahua-Sharanahua.